# Zosterops explorator
Zosterops explorator — вид воробьиных птиц из семейства белоглазковых (Zosteropidae). Подвидов не выделяют.

## Распространение
Эндемики нескольких островов Фиджи. Лесные птицы.

## Описание
Длина тела 10-11 см. Вес 10.5 г. Белое кольцо вокруг глаза хорошо развито. Верхняя сторона тела желтовато-оливковая. Горло и грудка лимонно-желтые. Брюшко серовато-белое, ноги серые. Самцы и самки подобны, неполовозрелые особи не описаны, но оперение птенцов лишь слегка светлее перьев взрослых птиц.

## Биология
Питаются насекомыми. Гнездо типичное для представителей рода. В кладке два голубовато-белых яйца.

## Охранный статус
МСОП присвоил виду охранный статус LC.